# József Eötvös
El barón José Eötvös de Vásárosnamény (en húngaro: Báró vásárosnaményi Eötvös József; Buda, 13 de septiembre de 1813-Pest, 2 de febrero de 1871) fue un escritor y político húngaro. 
Fue padre del científico e ingeniero Loránd Eötvös, conocido por sus contribuciones al estudio de la gravedad terrestre.

## Biografía
Tras recibir una esmerada educación, József ingresó en el servicio civil como vicenotario, y pronto fue introducido en los ambientes políticos de Hungría por su padre. Pasó bastantes años en la Europa Occidental, asimilando las nuevas ideas literarias y políticas, y conociendo personalmente a los principales representantes del Romanticismo. A su vuelta a Hungría escribió su primera obra política e impresionó favorablemente a la Dieta por su elocuencia y sabiduría. Uno de sus primeros discursos -publicado junto con otros materiales en 1841- abogaba apasionadamente por la emancipación de los judíos.
A partir de ese momento, Eötvös siguió publicando sus ideales políticos en el periódico Pesti Hírlap, partiendo del principio de que las reformas que Hungría necesitaba, solo podrían llevarse a cabo si existía un gobierno verdaderamente nacional. Estas mismas ideas se manifiestan en su novela El notario del pueblo (1844-1846), una de las obras clásicas de la literatura húngara, así como en la menos notable Hungría en 1514, o en la comedia ¡Viva la Igualdad!. En 1842 se casó con Anna Rosti, hija de Adalbert Rosti, con la que llevó una vida apacible.
En esta época Eötvös era ya considerado uno de los principales escritores y políticos de Hungría. La Revolución Húngara de 1848 supuso la puesta en práctica de gran parte de las ideas defendidas por Eötvos, que estuvo a cargo del ministerio de Educación y Religión pública, en el primer ministerio responsable de Hungría. Su influencia, sin embargo, iba más allá de esta área: junto con Ferenc Deák y István Széchenyi, representaba la tendencia pacífica y moderada dentro del consejo de ministros. Cuando el presidente Luis Batthyány dimitió, Eötvös, desilusionado, se exilió una temporada en Múnich durante la turbulenta época de la Guerra de Independencia.
A su vuelta a casa en 1851, Eötvös se mantuvo al margen de los movimientos políticos. En 1859 publicó Garantías del Poder y la Unidad de Austria, en el que intentaba alcanzar un equilibrio entre unión personal y responsabilidad ministerial, por un lado, y centralización política, por otro. Tras la guerra italiana, sin embargo, este punto medio fue considerado insuficiente por la mayoría de los húngaros, de manera que en la Dieta de 1861 Eötvös fue uno de los más fieles seguidores de Deák. 
La calma tensa que prevaleció durante los años siguientes, le permitieron dedicarse a la literatura, y en 1866 fue elegido presidente de la Academia Húngara. Tras la firma del Compromiso austrohúngaro de 1867, Eötvös formó parte del gobierno de Gyula Andrássy como ministro de Educación y Religión pública, convirtiéndose así en el único en repetir cartera en 1848 y 1867. Esto supuso para József la oportunidad de poner por fin en práctica los ideales defendidos a lo largo de su vida: por ejemplo, ese mismo año la Dieta aprobó una ley de emancipación de los judíos, aunque el resto de sus medidas por la libertad religiosa fueron menos exitosos debido a la oposición de los católicos. Su mayor logro, sin embargo, fue la promulgación de la Ley de Escuelas Nacionales, el sistema de educación público más avanzado del país desde los tiempos de María Teresa I. Sus responsabilidades y obligaciones fueron, no obstante, excesivas para su frágil salud, y murió en Pest el 2 de febrero de 1871. El 3 de mayo de 1879 se descubrió una estatua en su honor en una plaza de Pest que lleva su nombre.

## Crítica
Eötvös ocupa un lugar prominente en la historia política y literaria de Hungría. Su posición principal en ambos terrenos es la de un pensador, un filósofo: en sus poemas y novelas se encuentran también los mismos ideales por los que luchó en su faceta política. Sus mejores versos son sus baladas, pero en cualquier caso son inferiores a sus novelas. La novela húngara se encontraba en esta época en su infancia, sin apenas antecedentes. Eötvös la modernizó, introduciendo en sus páginas los problemas sociales y las aspiraciones políticas de la nación: en su famosa El notario del pueblo se aproxima a la realidad húngara contemporánea, mientras que en Hungría en 1514 analiza las causas del desastre de la Batalla de Mohács, atribuyéndolo al egoísmo de la nobleza magiar y al intenso sufrimiento del pueblo húngaro. Su estilo, por otra parte, es algo retorcido y difícil, muy alejado, por ejemplo, del estilo brillante y vivo que impondría en sus obras, años más tarde, Mór Jókai.
La mejor edición de las obras completas de Eötvös se publicó en 1891, en 17 volúmenes. Muy pocas de sus obras han sido traducidas a idiomas extranjeros.